# Proletários
Os proletários (em latim: proletarii; lit. "os que criam filhos") era o termo aplicado na Roma Antiga à classe social mais baixa, aos pobres sem terra, sem propriedades, e cuja utilidade para o Estado era gerar proles (filhos) para engrossar as fileiras dos exércitos do Império. Eram pobres demais para pagar os impostos sobre a propriedade e para realizar o serviço militar ativo. O seu papel naquela sociedade foi a de ter filhos. O termo proletário foi utilizado num sentido depreciativo, até que, no século XIX, socialistas, anarquistas e comunistas utilizaram-no para identificar a classe dos que carecem de propriedades na sociedade capitalista industrial.

## Proletariado
Karl Marx, que estudou direito romano na Universidade de Berlim, recuperou o termo como proletariat (proletariado) para identificar a classe baixa sem propriedades nem recursos que apenas podia trabalhar e ter filhos -o proletariado ou classe trabalhadora- como grupo antagônico da burguesia ou capitalista. No manifesto comunista, Marx e Engels, definem o proletariado do seguinte modo:
| “ | Por proletários compreende-se a classe de trabalhadores assalariados modernos, que, privados de meios de produção próprios, veem-se na obrigação de vender a sua força de trabalho para poder existir. | ” |